# Цианантус
Циана́нтус (лат. Cyananthus) — род двудольных растений семейства Колокольчиковые (Campanulaceae). Впервые выделен британским ботаником Джорджем Бентамом.
Представители рода Цианантус считаются одними из наиболее примитивных в семействе колокольчиковых.

## Распространение и среда обитания
Известны из Китая (Тибетский автономный район, провинции Юньнань и Сычуань), Бутана, Непала и Индии (штаты Уттаракханд, Ассам и Сикким). Родиной цианантусов считается Китай, там же произрастает подавляющее большинство видов.
Произрастают исключительно в горах на высоте около 2500—5300 м.

## Общая характеристика
Однолетние или многолетние травянистые растения.
Листья как правило размещены очерёдно, иногда собраны в мутовки по четыре—пять листьев.
Цветки одиночные, с колокольчатой или трубчато-колокольчатой чашечкой.
Плоды с многочисленными коричнево-красными или коричнево-чёрными семенами.

## Классификация
В состав рода входят, по данным различных источников, от 18 до 23 видов. Ниже приведён список из 20 видов по данным онлайн-каталога «The Plant List».
- Cyananthus cordifolius Duthie
- Cyananthus delavayi Franch.
- Cyananthus fasciculatus C.Marquand
- Cyananthus flavus C.Marquand
- Cyananthus formosus Diels
- Cyananthus hayanus C.Marquand
- Cyananthus himalaicus K.K. Shrestha
- Cyananthus hookeri C.B. Clarke
- Cyananthus incanus Hook.f. & Thomson
- Cyananthus inflatus Hook.f. & Thomson
- Cyananthus integer Wall. ex Benth.typus[3]
- Cyananthus lichiangensis W.W.Sm.
- Cyananthus lobatus Wall. ex Benth.
- Cyananthus longiflorus Franch.
- Cyananthus macrocalyx Franch.
- Cyananthus microphyllus Edgew.
- Cyananthus pedunculatus C.B. Clarke
- Cyananthus sericeus Y.S. Lian
- Cyananthus sherriffii Cowan
- Cyananthus wardii C.Marquand